# 台灣南部美術協會
中華民國台灣南部美術協會（簡稱「南部展」），成立於1953年，由劉啟祥等畫家創立，是台灣南部歷史最悠久的畫會之一。1997年協會正式向內政部立案，成為全國性美術團體，並持續舉辦全國徵畫活動。

## 歷史
南部展起源於1953年，由高雄與台南兩地藝術家共同發起。創會成員包括劉啟祥、張啟華、郭柏川等，並獲顏水龍、廖繼春等藝術家支持。早期採取台南、高雄、嘉義輪流主辦形式，為南台灣藝術交流奠定基礎。
1997年，協會以「中華民國台灣南部美術協會」名義向政府立案，由劉啟祥擔任首任理事長，制度化後展覽活動規模擴大，涵蓋更多媒材與地區藝術工作者。

## 組織
協會設有理事長、副理事長、秘書長與常務理監事等組織架構，並依章程推選理監事。近年來歷任理事長包括劉俊禎、詹浮雲、李學富等人。

## 活動
協會每年舉辦「南部展」徵畫比賽，接受全國投稿，分為：
- 東方媒材類（如膠彩、書畫、水墨）
- 西方媒材類（如油畫、水彩、複合媒材）

經初審、複審與決審後，得獎作品將獲獎金、獎狀，並於高雄文化中心等場館展出。

## 近年展覽
- 2024年舉辦第72屆南部展，首展於高雄文化中心展出後巡迴各地。
- 2025年第73屆南部展於7月收件，11月頒獎與展覽。[4]

## 貢獻與影響
南部展為南台灣藝術家提供穩定展出與競賽平台，推動地方美術教育與創作風氣，亦有助於培育新世代藝術人才。其在台灣藝壇被視為重要地區性展覽之一，具歷史與文化價值。

## 外部連結
- 高雄市文化中心
- 藝術家雜誌官方網站